# Meeting International Mohammed VI d'Athlétisme 2019
Meeting international Mohammed-VI 2019 byl lehkoatletický mítink, který se konal 16. června 2019 v marockém Rabatu. Byl součástí série mítinků Diamantové ligy. 

## Výsledky

### Muži
| Disciplína             | 1. místo                      | 2. místo                        | 3. místo                    |
| Běh na 200 m           | Andre De Grasse 20,19         | Ramil Guliyev 20,28             | Álex Quiñónez 20,30         |
| Běh na 800 m           | Nijel Amos 1:45,57            | Emmanuel Kipkurui Korir 1:45,60 | Clayton Murphy 1:45,99      |
| Běh na 1500 m          | Vincent Kibet 3:35,80         | Hicham Akankam 3:35,85          | Alexis Miellet 3:35,98      |
| Běh na 5000 m          | Edward Zakayo Pingua 13:11,49 | Solomon Berihu 13:16,08         | Soufiyan Bouqantar 13:17,26 |
| Běh na 3000 m překážek | Getnet Wale 8:06,01           | Chala Beyo 8:06,48              | Benjamin Kigen 8:07,25      |
| Běh na 110 m překážek  | Sergej Šubenkov 13,12         | Andrew Pozzi 13,30              | Gabriel Costantino 13,41    |
| Skok vysoký            | Bohdan Bondarenko 228 cm      | Naoto Tobe 228 cm               | Ilya Ivanyuk 228 cm         |
| Skok do dálky          | Juan Miguel Echevarría 834 cm | Luvo Manyonga 821 cm            | Ruswahl Samaai 816 cm       |
| Hod diskem             | Fedrick Dacres 70,78 m        | Daniel Ståhl 69,94 m            | Lukas Weißhaidinger 68,14 m |

### Ženy
| Disciplína    | 1. místo                   | 2. místo                   | 3. místo                       |
| Běh na 100 m  | Blessing Okgbareová 11,05  | Marie-Josée Ta Lou 11,09   | Crystal Emmanuelová 11,30      |
| Běh na 400 m  | Salvá Ajd Násirová 50,13   | Aminatou Seyniová 50,24    | Christine Botlogetsweová 50,48 |
| Běh na 800 m  | Nelly Jepkosgeiová 1:59,50 | Habitam Alemuová 1:59,90   | Olha Lyakhovaová 2:00,35       |
| Běh na 1500 m | Genzebe Dibabaová 3:55,47  | Sifan Hassanová 3:55,93    | Gudaf Tsegayová 3:57,40        |
| Skok o tyči   | Sandi Morrisová 482 cm     | Anželika Sidorovová 477 cm | Katie Nageotteová 467 cm       |
| Hod diskem    | Yaime Pérezová 68,28 m     | Denia Caballerová 65,94 m  | Sandra Perkovićová 64,77 m     |